# Capella de la Torre
Die Capella de la Torre ist ein 2005 von der Oboistin und Schalmeispezialistin Katharina Bäuml gegründetes und geleitetes Ensemble für Bläsermusik des späten Mittelalters und der Frühen Neuzeit. Das Repertoire der Gruppe umfasst die Bläsermusik des 14. bis 17. Jahrhunderts. Der Name des Ensembles ist einerseits eine Würdigung des spanischen Komponisten Francisco de la Torre, der Anfang des 16. Jahrhunderts das berühmte Danza Alta für eine Bläserbesetzung komponierte. Andererseits weist der Name wörtlich auf die Renaissancepraxis von Bläsergruppen, von Türmen herab zu musizieren.

## Geschichte
Das Gründungskonzert der Capella fand in der Auenkirche in Dresden mit Musik um den römisch-deutschen Kaiser und spanischen König Karl V. statt. Diese Musik wurde 2006 als erste auf Tonträger eingespielt. Es folgten über zwanzig weitere CD-Einspielungen.
Die Capella de la Torre bietet ihr Kernrepertoire mit den für die Renaissance typischen Instrumenten Schalmei, Pommer, Posaune, Dulzian, Flöte, Zink, Laute, Theorbe, Orgel und Percussion. Das Ensemble arbeitet bei seinen Aufführungen und Aufnahmen mit Gesangssolisten und Gesangsensembles zusammen. Das Ensemble hat sich auf die Historisch informierte Aufführungspraxis spezialisiert. In Zusammenarbeit mit Wissenschaftlern werden Entdeckungen und Erweiterungen des Repertoires in einer korrekten Wiedergabe der historischen Quellen erarbeitet und aufgeführt.
Frühneuzeitliche Musik, wie beispielsweise das bereits genannte Stück Danza Alta, ist im Allgemeinen nur sparsam notiert. Dies lässt und fordert einen großen Freiraum für interpretatorische Spontaneität. Vor diesem Hintergrund entwickeln einzelne Instrumentengruppen ähnlich wie im Jazz regelrecht einen eigenen Sound. So entsteht diese uralte Musik bei jeder Aufführung im Hier und Jetzt vollkommen neu. Sie wirkt hochgradig lebendig und „groovt“ wie Jazzmusik. „Der Erfolg der Capella de la Torre beruht auf akribischer Vorbereitung in der historischen Aufführungspraxis und dem gleichzeitigen Zulassen von Improvisationen“.
Ein besonderes Anliegen des Ensembles ist die Arbeit mit jungem Publikum. In zahlreichen Vermittlungsprojekten werden junge Musikliebhaber an die frühneuzeitliche Musik herangeführt. Besondere Formate in solchen Projekten sind das „Klingende Museum“, die „Echten Stadtpfeiffer“ oder die „Zeitmaschine“ als „Angebot Alter Musik für Junge Leute“ in allgemeinbildenden Schulklassen.

## Auszeichnungen
- 2016 Echo Klassik in der Kategorie „Ensemble des Jahres“
- 2017 Echo Klassik für die CD „Da Pacem – Echo der Reformation“ (zusammen mit dem RIAS Kammerchor)
- 2018 Opus Klassik für die CD „Serata Venexiana“
- 2023 Opus Klassik für die CD „Monteverdi Memories“ in der Kategorie „Chorwerkeinspielung“